# Střevlík Ullrichův
Střevlík Ullrichův (Carabus ullrichii, nebo též Eucarabus ulrichii) je dravý brouk z čeledi střevlíkovitých.

## Vzhled
Imaga dorůstají délky 20–34 milimetrů. Zbarvení vrásčitých krovek a štítu bývá mosazně hnědé, někdy více do zelena nebo červena. Vzácněji má barvu do modra nebo fialova. Podobnými druhy jsou Carabus granulatus a Carabus cancellatus.

## Rozšíření a výskyt
Střevlík Ullrichův je rozšířen hlavně ve střední a jihovýchodní Evropě. Ve střední Evropě se vyskytují dva poddruhy: Carabus ullrichii ullrichii a Carabus ullrichii fastuosus (v Česku poměrně vzácný, vyskytuje se hlavně v západních Čechách).
Nejčastěji ho lze nalézt na teplých stanovištích. Vyskytuje se na polích, loukách, v lomech, zahradách, křovinatých stráních, a na krajích lesů. Přes den je zalezlý v úkrytu, na lov se vydává v noci, ale v horkých letních dnech je aktivní i za světla.
Živí se především larvami hmyzu, žížalami a dalšími bezobratlými. Larvy jsou rovněž dravé.